# You'll Think of Me
"You'll Think of Me" ("Pensarás en mi") es un tema musical compuesto por Mort Shuman, grabado y popularizado por Elvis Presley, quien interpretó y arregló la canción haciendo de ella una fusión de slow rock, blues y soul. La versión de Elvis entró en la lista de Rate Your Music accediendo al puesto # 19  pero más allá de ello, fue una de las canciones que forjaron dos trabajos exitosos de Elvis en aquel año; por un lado el LP Back in Memphis implícito dentro del álbum doble From Memphis To Vegas/From Vegas To Memphis, y por otro lado el sencillo que tenía como tema principal a Suspicious Minds, una de las canciones más exitosas de la carrera musical de Presley. Además de esas dos exitosas ediciones iniciales, "You'll Think Of Me" se añadiría a la reedición de 1998 de otra sensacional y triunfal obra, el álbum "From Elvis In Memphis". 
El sencillo se convirtió inmediatamente en disco de oro el mismo año de su lanzamiento y posteriormente fue certificado por la RIAA como disco de platino.

## Grabación
El año 1969 comenzaría bien para Elvis que había tenido la intuición de regresar una vez más a Memphis para grabar nuevas canciones. Fu durante las sesiones de grabación que llevó a cabo en American Sound Studio de Memphis, Tennessee, entre los meses de enero y febrero de 1969 que Elvis finalmente registró el tema "You'll Think Of Me". Del corte # 23 se extrajo el máster de la canción.

## Personal
- Elvis Presley – voz, guitarra, piano
- Reggie Young, Dan Penn – guitarra eléctrica
- Bobby Wood – piano
- Bobby Emmons – órgano
- Tommy Cogbill, Mike Leech – bajo
- Gene Chrisman – batería
- Joe Babcock, Dolores Edgin, Mary Greene, Charlie Hodge, Ginger Holladay, Mary Holladay, Millie Kirkham, Ronnie Milsap, Sonja Montgomery, June Page, Susan Pilkington, Sandy Posey, Donna Thatcher, Hurschel Wiginton – coros [5]

## Letra
La temática de la canción habla acerca de un hombre con un alma fugitiva y sin compromiso alguno que debe dejar una relación con una mujer, a la que pese a quererla, considera que debe de seguir con su esencia de hombre libre y errabundo. Le advierte en repetidas ocasiones que en su fría y vacía cama pensará en él. 
Yeah, in your cold and empty bed, you'll think of me, oh yes

You'll think of me
Sin embargo hacia el final de la canción él le asegura que en algún momento el verano le traerá a un extraño que será mejor de lo que él solía ser, entonces cuando ella esté en sus brazos ya no pensará nunca más en su anterior relación con él, que decidió partir. 
The summer sun girl will bring a stranger
And he'll be better to you than I used to be
And when he takes you into his arms girl
Well, in your warm and loving bed, you won't think of me, no, no

You won't think of me

## Listas
| Listas (1969)         | Posición alcanzada |
| --------------------- | ------------------ |
| Rate Your Music (RYM) | 19                 |